# Hydroptila mugla
Hydroptila mugla is een schietmot uit de familie Hydroptilidae. De soort komt voor in het Palearctisch gebied.